# Andrzej Osipów
Andrzej Leon Osipów (ur. 31 marca 1953 w Osiecznej) – polski prawnik, menedżer, działacz opozycji antykomunistycznej w PRL.

## Życiorys
W latach 1968–1975 pracownik Zakładów Naprawczych Taboru Kolejowego w Gdańsku. W grudniu 1970 uczestnik strajku w ZNTK i walk ulicznych w Gdańsku.
W sierpniu 1980 organizator strajku w PRK–12 (Przedsiębiorstwa Robót Kolejowych nr 12) w Gdańsku. Przewodniczący KS, delegat do MKS Stoczni Gdańskiej im. Lenina, przewodniczący Komitetu Założycielskiego, następnie przewodniczący KZ; od września do października 1980 członek komisji redakcyjnej Protokołu Uzgodnień Branżowych wynegocjowanego przez przedstawicieli załóg PBK/PRK z Ministrem Komunikacji, następnie członek komisji nadzorującej realizację uzgodnień; w lipcu 1981 delegat na WZD Regionu Gdańsk, członek Prezydium Sekcji Krajowej Budownictwa Kolejowego PBK/PRK.
W dniach 14–17 grudnia 1981 organizator strajku w PRK rozbitego przez ZOMO, przewodniczący KS. 1982–1989 organizator i przewodniczący TKZ. Więzień polityczny okresu stanu wojennego.
W lutym 1982 aresztowany i skazany w kwietniu wyrokiem Sądu Marynarki Wojennej w Gdyni na 4 lata więzienia i 2 lata pozbawienia praw publicznych, osadzony w Zakładzie Karnym w Potulicach, uczestnik dwóch głodówek, w kwietniu 1983 zwolniony na mocy aktu łaski Rady Państwa, odmówił podpisu pod zobowiązaniem, że nie powróci do działalności antypaństwowej; zwolniony z pracy. Od 1983 przewodniczący TKZ w PRK-12/ZBK, członek Tymczasowej Komisji Wykonawczej „S” PBK/PRK i ZBK w Polsce. Od 21 listopada 1985 do 21 listopada 1989 rozpracowywany przez Wydz. V WUSW w Gdańsku w ramach SOR krypt. „Cienie”.

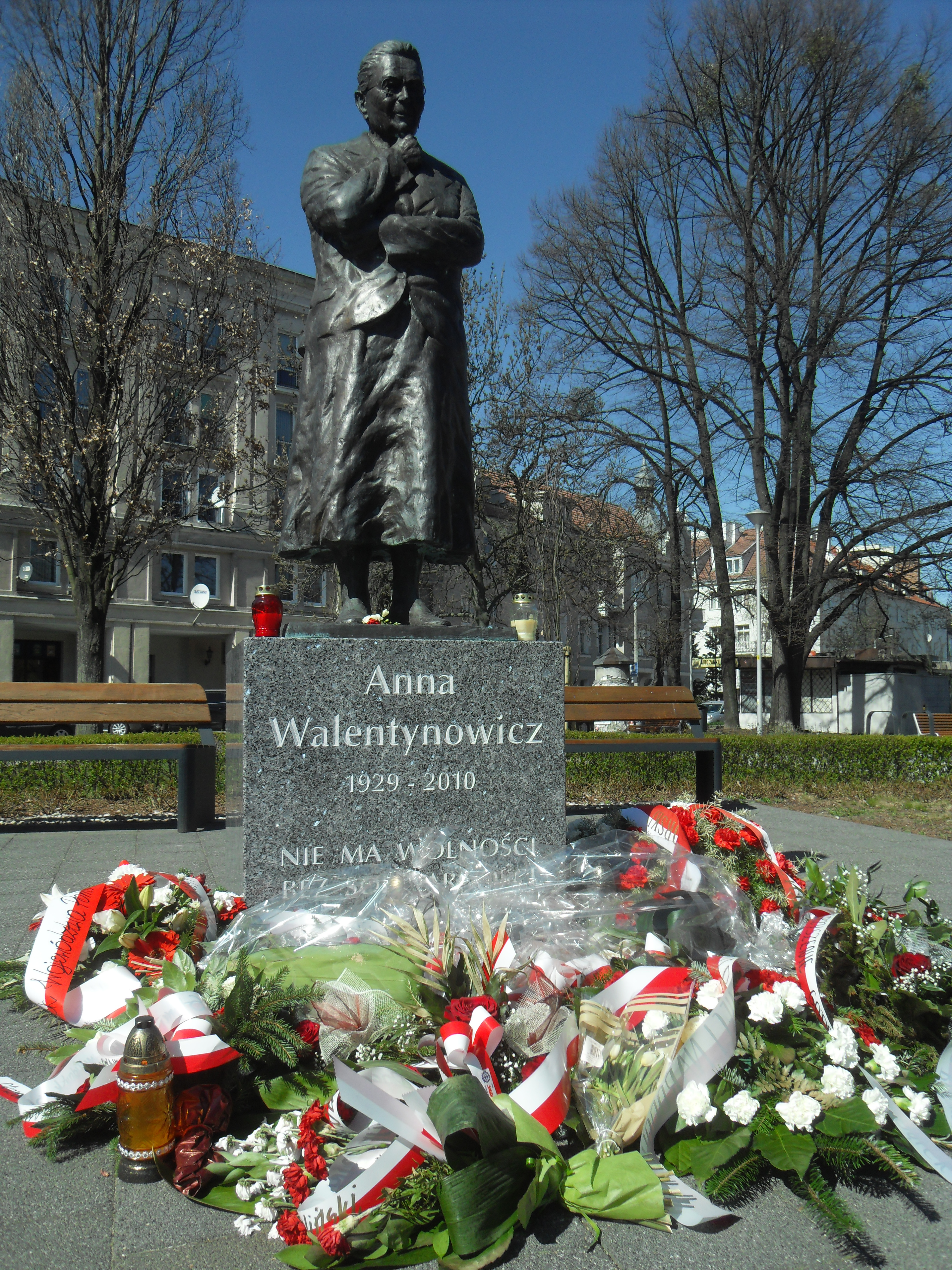
Stojący w Gdańsku Wrzeszczu pomnik Anny Walentynowicz, którego budowy inicjatorem był Andrzej Osipów

W 2002 bezskutecznie kandydował do Rady Miasta Gdańska z list Platformy Obywatelskiej.
Od 2017 członek Komitetu Ochrony Pamięci Walk i Męczeństwa przy O/IPN w Gdańsku. 
Wszedł w skład komitetu wspierającego kandydaturę Karola Nawrockiego na prezydenta RP w wyborach w 2025.

## Współinicjator
- w 2001 budowy pomnika Zbigniewa Herberta w Sopocie
- w 2004 odsłonięcia w bazylice Mariackiej w Gdańsku tablicy upamiętniającej prowadzone modlitwy w intencji wolnej Polski i tablicy poświęconej płk. Ryszardowi Kuklińskiemu
- w 2012 budowy pomnika Jana Pawła II i Ronalda Reagana w Parku Nadmorskim w Gdańsku
- w 2015 odsłonięcia tablicy upamiętniającej spotkanie Jana Pawła II z młodzieżą na Westerplatte w czerwcu 1981
- w 2015 budowy pomnika Anny Walentynowicz w Gdańsku Wrzeszczu

## Pełnione funkcje
- Dyrektor Zakładów Budownictwa Kolejowego w Gdańsku (dawne PRK-12) (1991–2001)
- Członek Rady Nadzorczej w Zarządzie Morskiego Portu Gdańsk (2000–2014)
- Skarbnik (2002–2004) oraz Wiceprezes (od 2004) Stowarzyszenia „Godność” w Gdańsku[3]
- Prezes Przedsiębiorstwa Robót Komunikacyjnych S.A. w Gdańsku (2002–2006)
- Prezes SKM w Trójmieście (2006–2009)
- Przewodniczący Rady Dzielnicy Oliwa w Gdańsku (2011–2019)[4][5][6][7]
- Przewodniczący Pomorskiej Wojewódzkiej Rady Konsultacyjnej ds. Działaczy Opozycji Antykomunistycznej oraz Osób Represjonowanych z Powodów Politycznych (2017–2024)[8][9]
- Dyrektor Regionu Północnego Centrum Realizacji Inwestycji w PKP PLK S.A. (od 2017)

## Odznaczenia
- Krzyż Oficerski Orderu Odrodzenia Polski (2006)[10]
- Krzyż Wolności i Solidarności (2015)[11]
- Medal 100-lecia Odzyskania Niepodległości (2019)
- Srebrny Medal „Opiekuna Miejsc Pamięci Narodowej” (2007)
- „Zasłużony dla Transportu RP” (2000)
- Złoty Medal „Za zasługi dla obronności kraju”
- Medal „Pro Memoria”
- Medal Pro Bono Poloniae (2019)[12]
- Złoty Medal Reipublicae Memoriae Meritum (2024)[13]
- Krzyż Więźnia Politycznego (2004)